# Arthur Trebitsch
Arthur Trebitsch (Viena, 17 de abril de 1880; Eggersdorf bei Graz, 26 de septiembre de 1927) fue un escritor, filósofo y antisemita austríaco de origen judío.

## Biografía

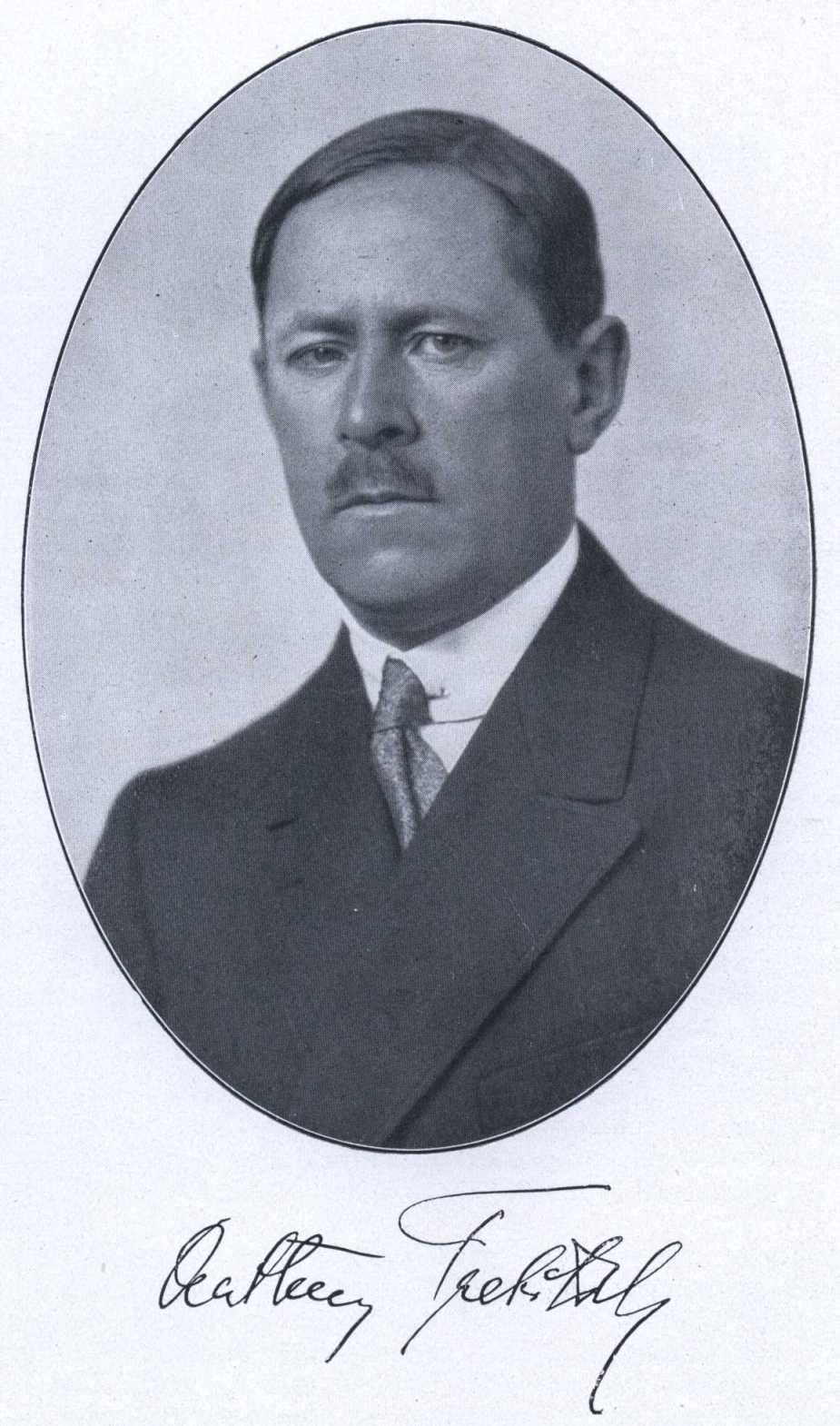
Arturo Trebitsch (1926)

El padre de Trebitsch fue Leopold Trebitsch (Viena, 10 de mayo de 1842; Viena 12 de diciembre de 1906) un rico industrial de la seda judío. Su medio hermano mayor era el escritor Siegfried Trebitsch.
Entre otros factores, a través de la influencia de su compañero de clase y amigo de la infancia Otto Weininger, así como del filósofo cultural y teórico racial Houston Stewart Chamberlain, en cuyo círculo vienés frecuentaba cuando era joven, Trebitsch se convirtió en un nacionalista alemán radical y antisemita.
Cuando era adolescente y joven, Trebitsch hizo un esfuerzo superficial para ajustarse a las expectativas sociales puestas en los solteros de su clase. Si bien se hizo un nombre como compañero y anfitrión popular y externamente se sentía cómodo en este papel, internamente se veía a sí mismo como un outsider y un filósofo incomprendido. En 1909 abandonó el judaísmo y se volvió aconfesional. Al igual que su medio hermano Siegfried, intentó escribir desde el principio, pero a diferencia de él, no tuvo éxito. Una novela terminada en 1909 y un volumen de reflexiones filosóficas terminado en 1910 no lograron encontrar editores, y Trebitsch tuvo que publicarlo por su cuenta en la editorial Antaios, fundada especialmente para ello. La editorial tenía el nombre del gigante Anteo de la mitología griega, cuya historia podría interpretarse como un recordatorio de la conexión con la tierra y las personas en el pensamiento y el arte en el sentido étnico y que desempeñó un papel correspondiente en el ensayo de Richard Wagner La obra de arte del futuro, publicado en 1850.
Trebitsch rápidamente se dio cuenta de que el público tendía a ridiculizarlo como intelectual y que incluso aquellos más cercanos a él lo valoraban principalmente por su riqueza y generosidad. La falta de reconocimiento, especialmente la supuesta derrota de Trebitsch contra su medio hermano y el fracaso de una conferencia Über den Denktrieb zur Einheit (Sobre el instinto de unidad) en la Sociedad Filosófica en marzo de 1910, lo amargaron. Además de su rechazo cada vez mayor del judaísmo, también desarrolló sospechas hacia el establishment académico y comenzó a mostrar signos de paranoia generalizada. Por un lado, Trebitsch continuó publicando incansablemente escritos literarios y filosóficos y, por otro, inició cada vez más procesos judiciales. Entre otras cosas, en 1912 entabló un proceso contra su medio hermano y contra el crítico Ferdinand Gregori porque habían desestimado una de sus novelas cortas como “diletante” o “tonterías y basura” ("Schmarrn und Mist"). El juicio resultó en la humillación pública más dura de Trebitsch hasta la fecha.
El estallido de la Primera Guerra Mundial en 1914 fue para Trebitsch, la prueba definitiva de la existencia de una “conspiración judía mundial contra el pueblo alemán”, de la que había sospechado durante mucho tiempo. A partir de allí dedicó la mayor parte de su trabajo periodístico a lo que creía que era el necesario fortalecimiento moral de Alemania. A partir de 1919 también viajó por ciudades alemanas como una especie de predicador ambulante contra el judaísmo. Mientras tanto, constantemente amenazado con una hospitalización obligatoria, se consideraba un héroe germánico al estilo del Cantar de los nibelungos de principios de los años 1920 y, animado por su propia apariencia física de hombre alto y rubio, llegó a la conclusión de que la divina providencia había lo había enviado como salvador y redentor de la raza nórdica. Pretendía también que varios judíos que estaban conscientes de esto intentarían “envenenarlo con rayos eléctricos”.Detalló estos complots contra él en su libro de 1923 Die Geschichte meines "Verfolgungswahns" (La historia de mi "paranoia").

## Ideología
Las teorías de Trebitsch se articularon por primera vez en su libro de 1919 Geist und Judentum. Según Trebitsch, la presencia judía en Europa fue fundamentalmente destructiva para el espíritu ("geist") de los pueblos arios. Los judíos eran un "Ungeist" dentro de Europa que debía ser eliminado. Sin embargo, creía que una antitoxina funciona mejor cuando se deriva de la propia toxina. Las personas de ascendencia judía que rechazan el judaísmo, como él, serán la fuerza espiritual que destruirá la influencia corruptora de la presencia judía en Europa. Jesucristo es el arquetipo de un ario judaizado que había superado y rechazado el judaísmo dentro de sí mismo. Los judíos asquenazíes de Europa Oriental eran la antítesis de esto, representando la "toxina" misma en su forma más virulenta. Tendróan que ser expulsados por la fuerza de Europa, aunque algunos podrían ser absorbidos por la población aria después de que un largo período de trabajos forzados que erradicara el judaísmo de sus almas.
Las obras filosóficas de Arthur Trebitsch contienen principalmente variaciones de algunas de las  teorías raciales que eran comunes en la época, así como de las ideas de Otto Weininger. Según Trebitsch, la humanidad se compone de una raza intelectual y característicamente superior de "arios" y varias razas intelectualmente inferiores, característicamente inferiores, de "no arios". Los arios son portadores de la energía vital “masculina” o “primaria” y, por tanto, de todo poder creativo cultural, artístico, económico y científico. Los no arios son portadores del principio “femenino” o “secundario” y, por tanto, están condenados al usufructo parásito de los logros culturales arios. De manera similar a como otros teóricos raciales postulan un contraste entre “pueblo amo” y “pueblo de rebaño”, Trebitsch habla del contraste entre “creadores” y “acaparadores”, entre los arios con los pies en la tierra y los “aprovechadores” no arios.
De acuerdo con otros teóricos raciales, Trebitsch considera las familias lingüísticas como unidades filogenéticas. Básicamente, clasifica a todos los indoeuropeos como arios, y a los miembros de prácticamente todas las demás familias lingüísticas, especialmente los africanos negros, los asiáticos orientales y los semitas, como no arios. Mientras que los alemanes son los más nobles y más capaces entre los arios, los judíos son la especie más peligrosa y malvada entre los no arios: los judíos no se contentan con el simple parasitismo, sino que trabajan específicamente para “envenenar” y subyugar a los arios. Políticamente, el “peligro judío” utilizaría principalmente a los socialistas, los masones y la iglesia católica para lograr la “dominación mundial” que busca. Culturalmente, movimientos como el modernismo vienés y estructuras teóricas como el psicoanálisis representarían herramientas de la voluntad judía de disgregación, o al menos síntomas de la incapacidad cultural judía. Sólo un “orden mundial germánico” podría ser un “orden mundial justo”. El establecimiento de tal sistema requiere, ante todo, la victoria sobre el “morbus judaicus”.
Al igual que en la obra de Weininger, la sexualidad juega un papel importante en la obra de Trebitsch. A diferencia de Weininger, Trebitsch está interesado en la preservación de la raza aria y, por lo tanto, no rechaza fundamentalmente la sexualidad ni exige la abstinencia.  Trebitsch no es tan patológicamente misógino como para acusar a todas las mujeres de un odio inconsciente hacia los hombres o identificar compulsivamente la feminidad con el vicio, el impulso instintivo y la destrucción. Sin embargo, concede gran importancia a la afirmación de que sólo los arios son capaces de vivir “moralmente” y saben “espiritualizar toda sensualidad en acción y trabajo”. Los no arios y especialmente los judíos, por otra parte, son inherentemente amorales y “erotomaníacos”.

## Trebitsch y Hitler
Aunque Trebitsch comenzó a considerarse el salvador de la germanidad enviado por Dios, a principios de la década de 1920 y durante un tiempo, exigió ser reconocido como líder del movimiento nacional alemán y desde el principio brindó un generoso apoyo financiero al Partido Nacionalsocialista Obrero Alemán de Adolf Hitler, fundado en 1920. Trebitsch conoció personalmente a Hitler y a Dietrich Eckart. Según testigos presenciales, Trebitsch no era tomado en serio en el entorno de Hitler. Años más tarde, sin embargo, el propio Hitler expresó por Trebitsch un respeto que rozaba la admiración: en 1935 recomendó a un conocido: “Lea cada frase que escribió. Expuso a los judíos como nadie más”.
El respeto de Hitler por Trebitsch llegó tan lejos que en ocasiones pensó seriamente en la infiltración de la NSDAP por parte de las "serpientes de los sionistas" que Trebitsch temía, y en el desempoderamiento de los grandes del partido como Robert Ley, Hans Frank, Alfred Rosenberg, Julius Streicher o Gregor Strasser, que Trebitsch exigía. Al menos en lo que a Trebitsch concierne, no quiso descartar la idea desde el principio. Aunque Hitler volvió a perder la pista de Trebitsch en la década de 1920 y parece que sólo se enteró de su muerte aproximadamente una década después, se dice que incluso consideró al escritor como un potencial funcionario de alto rango del partido durante algunos años. Hamann señala, por ejemplo, que Hitler consideró confiar a Trebitsch el cargo de supervisar la formación ideológica en lugar de Rosenberg.

## En la cultura
En 1923 apareció una representación apenas ficticia de Arthur Trebitsch (llamado "Dr. Trebitsch") en la novela Das Spinnennetz (La telaraña) de Joseph Roth. El Dr. Trebitsch es el jefe de una organización antisemita secreta de ultraderecha.
Theodor Lessing utiliza a Trebitsch como una de sus principales fuentes para el concepto del judío que se odia a sí mismo (Jüdischer Selbsthaß) en su estudio pionero del fenómeno.

## Obras

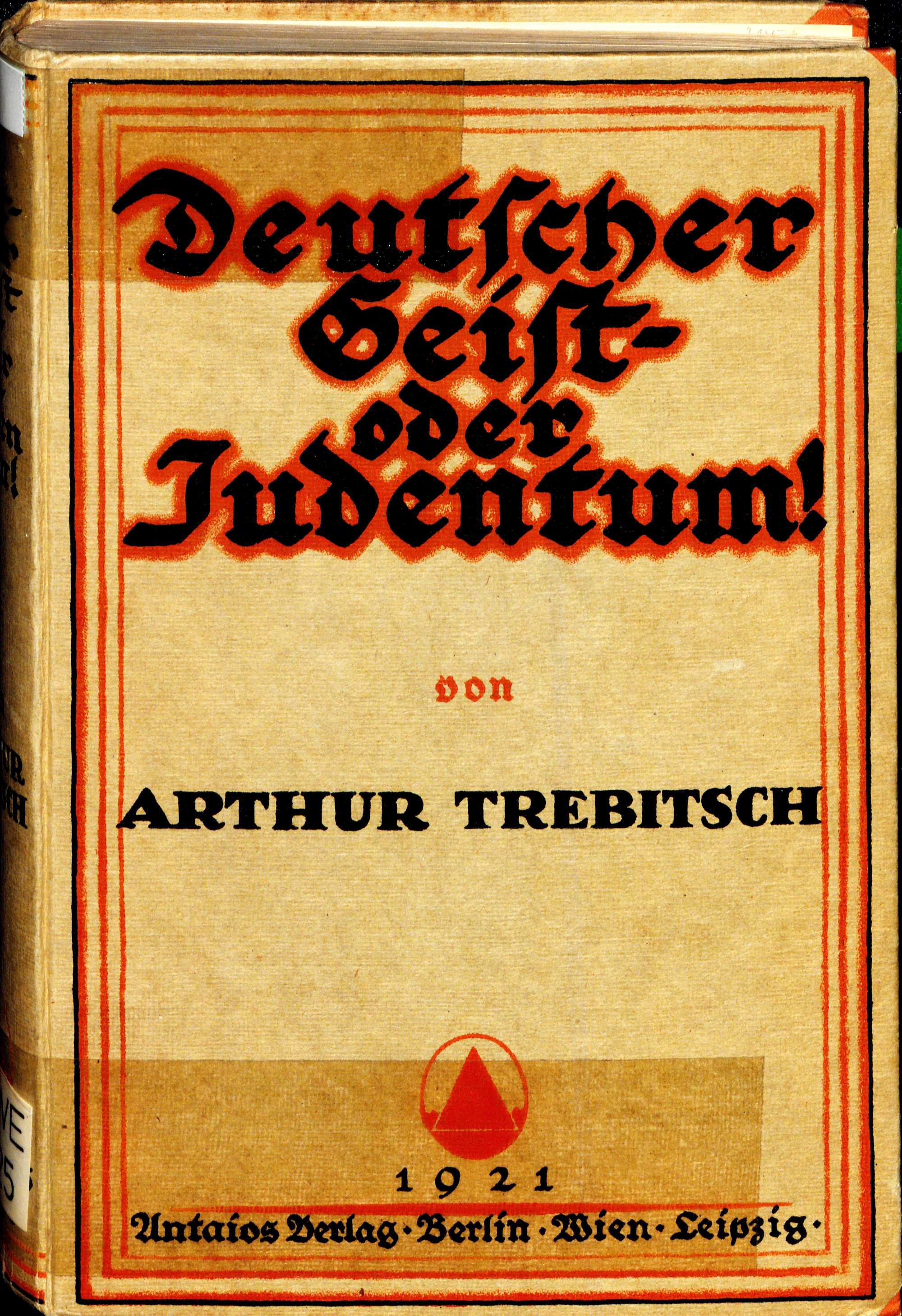
Espíritu alemán ¡o judaísmo! (1921)

- Galileo Galilei. Ein Trauerspiel in fünf Akten. Wien 1901; 2. Auflage Antaios-Verlag, Berlín 1920.
- Aus Max Dorns Werdegang. Ein Lebensabschnitt. 1909; 2. Auflage Antaios-Verlag, Wien/Leipzig, 1920.
- Der Fall Ferdinand Gregori und Siegfried Trebitsch. Ein Beitrag zur deutschen Literaturgeschichte unserer Zeit. Bachmair, München 1914.
- Erkenntnis und Logik. Braumüller, Wien 1917.
- Friedrich der Große. Ein offener Brief an Thomas Mann. Wilhelm Borngräber Verlag, Berlín 1916; Antaios-Verlag, Wien/Leipzig 1916.
- Gespräche und Gedankengänge. Wilhelm Borngräber Verlag, Berlín 1916; 2. Auflage Antaios-Verlag, Wien/Leipzig 1920.
- Seitenpfade. Ein Buch Verse. Wilhelm Borngräber Verlag, Berlín 1917; 2. Auflage Antaios-Verlag, Wien/Leipzig 1920.
- Geist und Leben. Wilhelm Borngräber Verlag, Berlín 1917; Antaios-Verlag, Berlín/Wien 1921.
- Aus des Ratsherrn Johannes Teufferius Lebensbeschreybung. Antaios-Verlag, Wien/Leipzig 1920.
- Nikolaus Lenaus geistiges Vermächtnis. Antaios-Verlag, Wien/Leipzig 1920.
- Wir Deutsche aus Österreich. Ein Weckruf. Antaios-Verlag, Wien/Leipzig 1921.
- Zur Förderung der Persönlichkeiten. Wilhelm Borngräber Verlag, Berlín 1917; Antaios-Verlag, Wien/Leipzig 1920.
- Drei Vorträge mit Zwischenstücken. Die erste Darstellung der erkenntniskritischen Grundgedanken des Verfassers. Wilhelm Borngräber Verlag, Berlín 1917; Antaios-Verlag, Wien/Leipzig 1920.
- Deutscher Geist – oder Judentum. Der Weg der Befreiung. Verlag Ed. Strache, Berlín/Wien/Leipzig 1919; Antaios-Verlag, Berlín 1921.
- Geist und Judentum. Verlag Ed. Strache, Wien/Leipzig 1919.
- Deutscher Geist aus Österreich. Ausgewählte dichterische Deutschtumsbekenntnisse. Antaios-Verlag, Berlín/Leipzig 1920.
- Wort und Leben. Eine grundlegende Untersuchung. Antaios-Verlag, Berlín 1920.
- Die böse Liebe. Novellen. Verlag Ed. Strache, Wien 1920.
- Die Geschichte meines „Verfolgungswahnes“. Antaios-Verlag, Wien/Leipzig 1923.
- Arische Wirtschaftsordnung. Eine grundlegende Untersuchung. Antaios-Verlag, Wien/Leipzig 1925.
- Der Dichter, der Denker, der Redner, der Arier. Antaios-Verlag, Leipzig 1926.
- Der brennende Mensch. Antaios-Verlag, Leipzig 1930 (aus seinem Nachlass).

Después del final de la Segunda Guerra Mundial, los escritos de Trebitschen Geist und Judentum y Arische Wirtschaftsordnung fueron incluidos en la lista de literatura a eliminar en la zona de ocupación soviética, que también incluía a Arthur Trebitsch: Der Dichter, der Denker, der Redner, der Arier, escrito por Rudolf Linke, Arnold Ruge, Franz Demmel y Theodor Fritsch (hijo); (Antaios-Verlag, Leipzig 1926). En la República Democrática Alemana se añadió a esta lista Deutscher Geist – oder Judentum.

## Galería

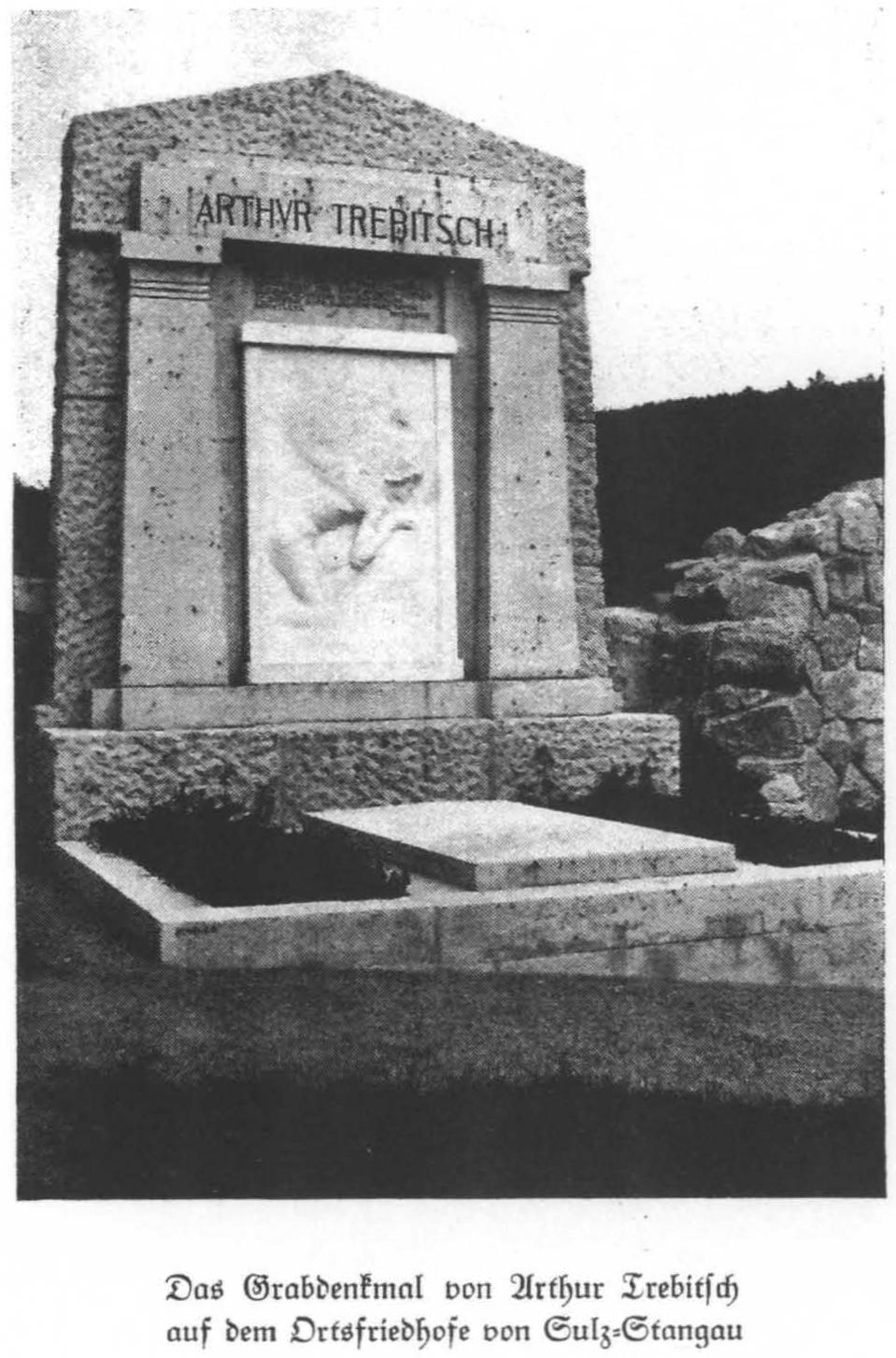
Monumento funerario en el cementerio Sulz-Stangau (1930).
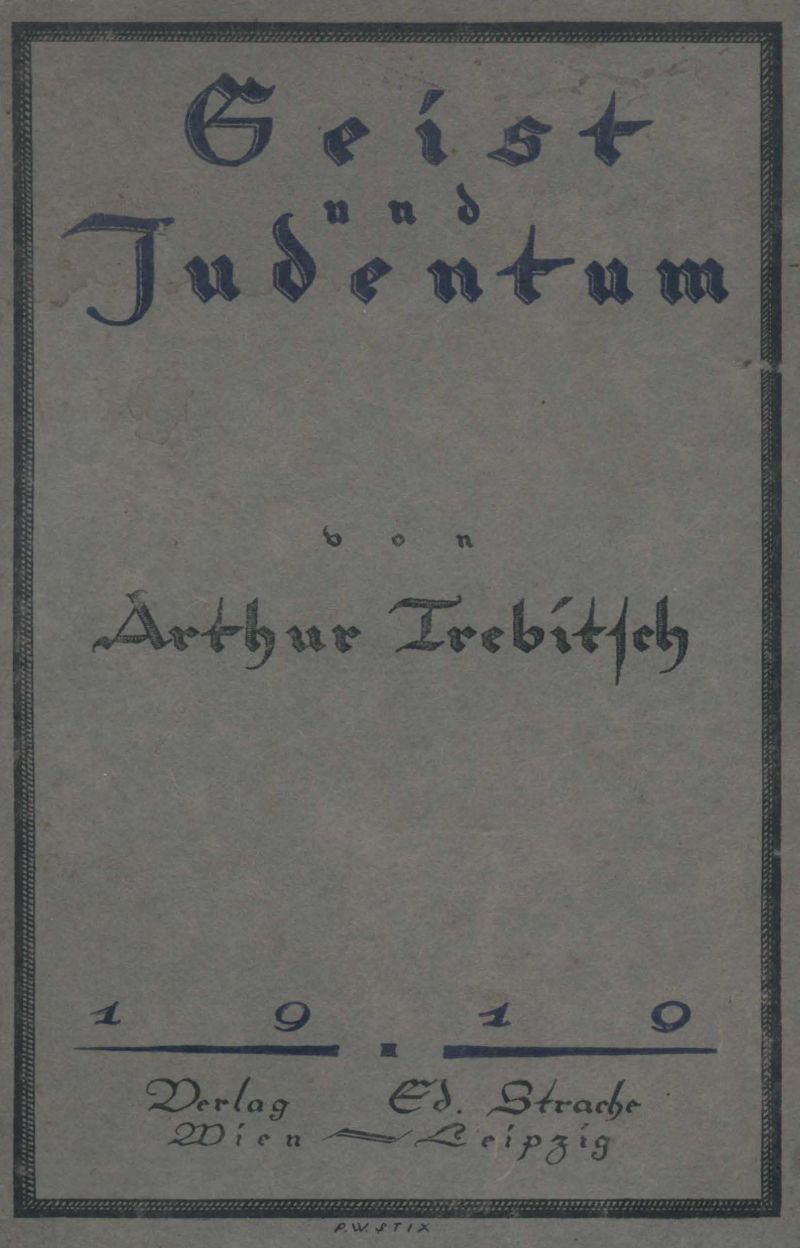
Portada del libro Espíritu y judaísmo(1919).
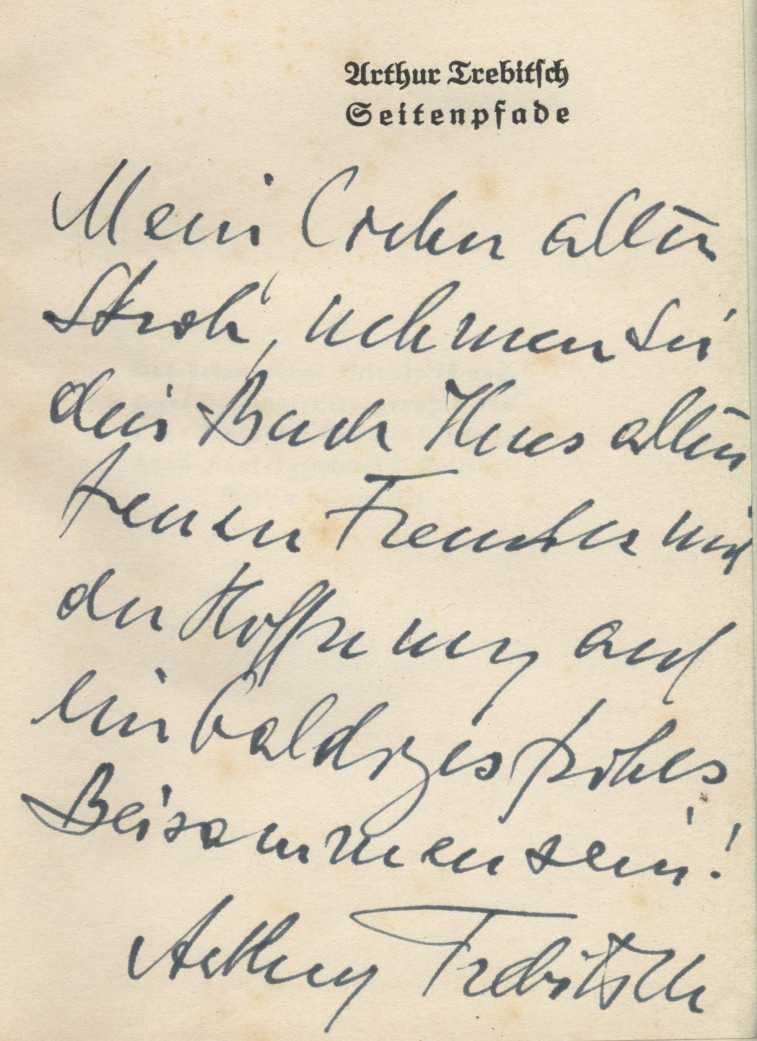
Dedicatoria manuscrita en el libro Caminos laterales(1917).
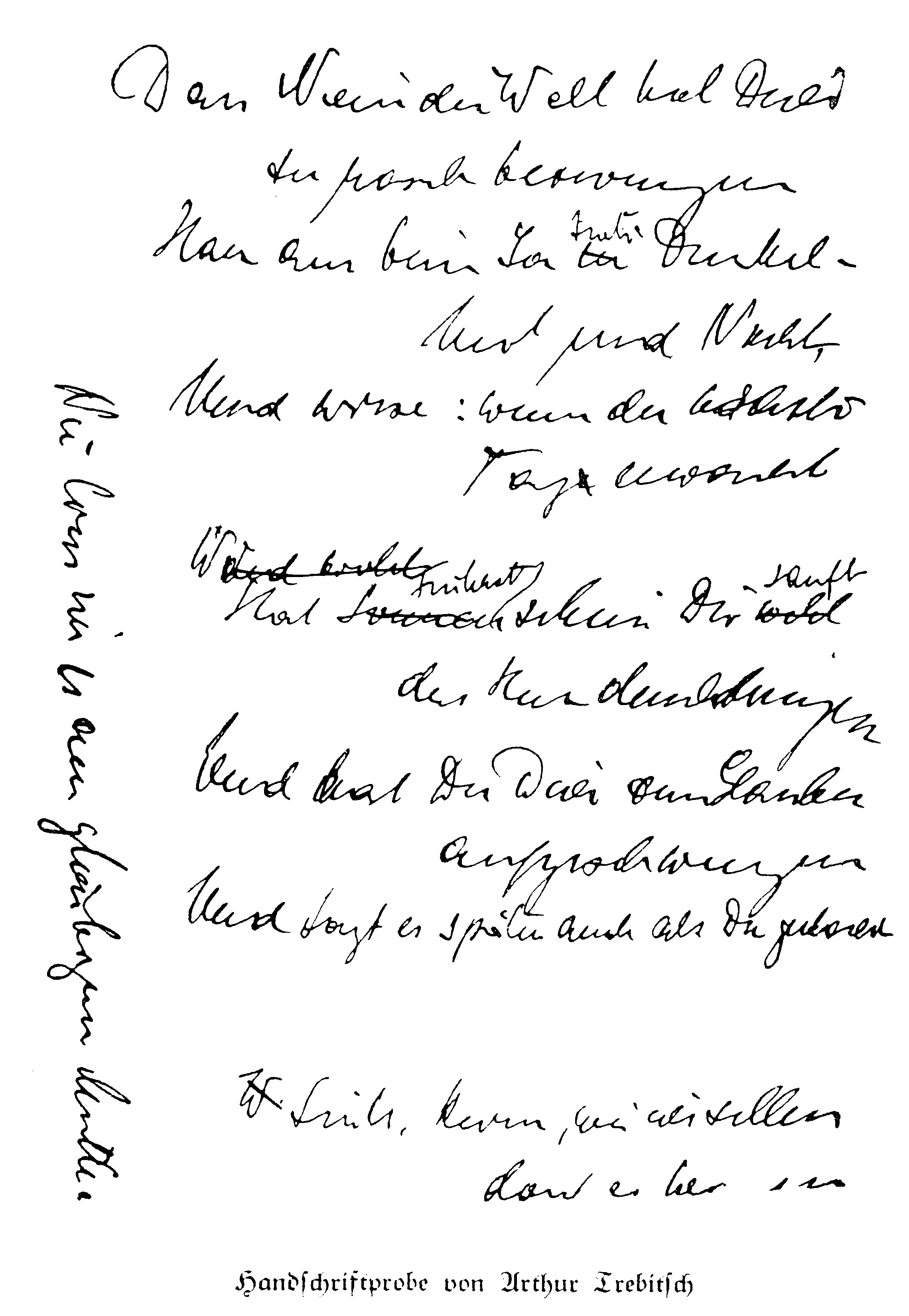
Muestra de escritura a mano (1930).